# لیگ فوتسال فیلیپین
لیگ فوتسال فیلیپین، بالاترین سطح لیگ فوتسال در فیلیپین است. این لیگ مسابقات جداگانه‌ای را در هر دو رده آقایان و بانوان برگزار می‌کند. این لیگ در سال ۲۰۰۹ تأسیس شد و توسط کمیته فوتسال فدراسیون فوتبال فیلیپین سازماندهی می‌شود. اسماعیل صدیق، مربی سابق تیم ملی فوتسال فیلیپین، به مدت طولانی ریاست آن را بر عهده داشت.